# What's the Pressure
What's the Pressure (srp. Kakav je pritisak?) je pesma belgijske pevačice Laure Tesoro kojom je predstavljala Belgiju na Pesmi Evrovizije 2016. Pesma je objavljena za digitalno preuzimanje 17. januara 2016. preko "VRT Line Extensions". Na samom takmičenju, Laura se takmičila u drugom polu-finalu koje je održano 12. maja 2016 i kvalifikovala se u finale. U finalu je zauzela 10. mesto sa osvojenih 181 poena.